# Salebius hirsutus
Salebius hirsutus is een keversoort uit de familie harige schimmelkevers (Cryptophagidae). De wetenschappelijke naam van de soort werd in 1988 gepubliceerd door Roger Dajoz.